# Concierto para piano n.º 2 (Prokófiev)

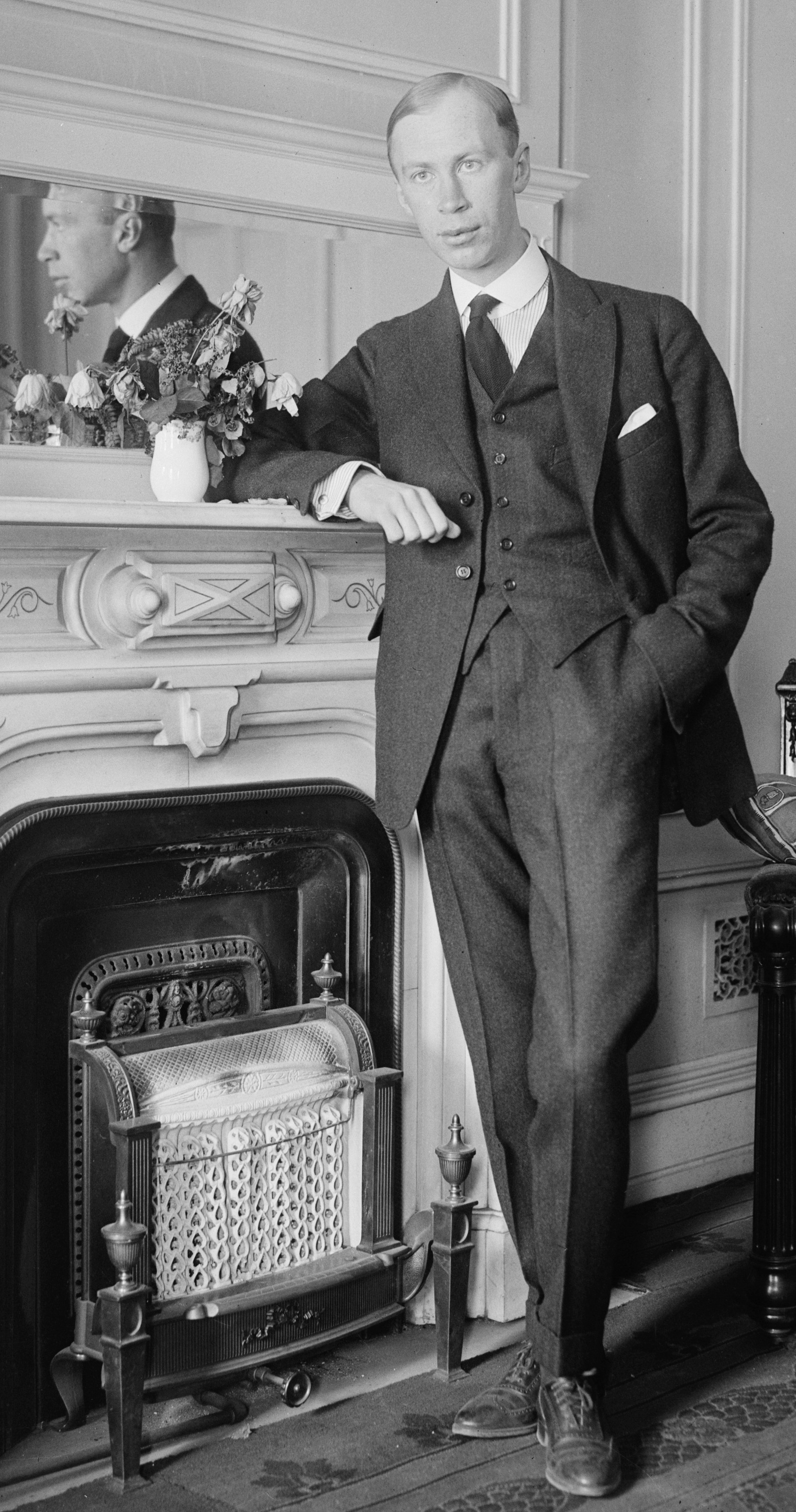
Serguéi Prokófiev.

El Concierto para piano n.º 2 de Prokófiev fue compuesto entre 1912 y 1913. El estreno de la obra corrió a cargo del mismo Prokófiev y produjo entre la audiencia una gran polémica por su supuesto barbarismo y su escritura vanguardista.
El concierto está dedicado a Maximiliano Schmidthof, amigo personal del compositor quien se suicidó luego de dejar una carta de despedida a Prokófiev.
La partitura orquestal se perdió en un incendio. El concierto, se volvió a estrenar en 1924 con grandes cambios respecto del original.

## Movimientos
- 1 Andantino - Allegretto: (10-14 minutos)
- 2 Scherzo: Vivace (2-3 minutos)
- 3 Intermezzo: Allegro moderato (5-9 minutos)
- 4 Allegro tempestoso: (10-13 minutos)

## Instrumentación
Piano solista, dos flautas, dos oboes, dos clarinetes, cuatro trompas, dos trompetas, dos trombones, tuba, timbales, bombo, tambor de cajas, platillo, pandero y cuerdas. 

## Grabaciones
Vladímir Áshkenazi grabó junto a la Orquesta Sinfónica de Londres la integral de los conciertos para piano de Prokófiev en el sello Philips. 
Yefim Bronfman grabó junto a Zubin Mehta y la Orquesta Filarmónica de Israel todos los conciertos para piano de Prokófiev.
La Verbier Festival Orchestra dirigida por Charles Dutoit y con la pianista Yuja Wang es otra buena versión.